# Salinjaui gieokbeob
Salinjaui gieokbeob (Hangul: 살인자의 기억법; lit: Guia de memorització d'un assassí), comercialitzada en anglès com Memoir of a Murderer és una pel·lícula d'acció i thriller de Corea del Sud del 2017.
dirigida per Won Shin-yun. Es basa en un llibre de ficció més venut de l'autor Kim Young-ha. La pel·lícula és protagonitzada per Sol Kyung-gu i Kim Nam-gil en els papers principals, amb Kim Seol-hyun i Oh Dal-su en papers de suport. Las filmació va començar a finals de 2015. La pel·lícula es va estrenar a les sales de Corea del Sud el 6 de setembre de 2017.

## Sinopsi
En el seu passat, Byeong-Soo (Sol Kyung-Gu) era un assassí en sèrie. Ara pateix la malaltia d'Alzheimer. Viu amb la seva filla adulta Eun-Hee (Seol Hyun). Un dia, recorda que un home amb qui va tenir un accident de cotxe també és un assassí. Aquest home és Min Tae-Joo (Kim Nam-Gil). Mentrestant, Min Tae-Joo comença a festejar la filla de Byeong-Soo. Per protegir la seva filla, Byeong-Soo lluita per conservar la seva memòria i per matar Tae-Joo. Resulta, però, que els seus records no són tan fiables com ell pensa.

## Repartiment
- Sol Kyung-gu - Kim Byeong-soo.[7]
  - Shin Ki-joon -Kim Byeong-soo (jove)
- Kim Nam-gil - Tae-joo.[8]
- Kim Seol-hyun - Kim Eun-hee.[8]
- Oh Dal-su - Byeong-man.
- Hwang Seok-jeong - Jo Yeon-joo.
- Gil Hae-yeon - Maria.
  - Kim Hye-yoon - jove Maria
- Kim Han-joon - detective
- Kim Dong-hee
- Kim Jung-young
- Jo Jae-yoon - doctor

## Estrena
Salinjaui gieokbeob es va estrenar a Corea del Sud el 6 de setembre de 2017. Segons el seu distribuïdor Showbox, la pel·lícula estava programada per estrenar-se a Amèrica del Nord el 8 de setembre de 2017, dos dies després de la seva estrena nacional. .També es va publicar a Austràlia, Nova Zelanda, França, Turquia, Taiwan, el Japó i les Filipines.
Salinjaui gieokbeob també es va mostrar a la secció Emoció de la 61a edició del BFI London Film Festival, que se celebra del 4 al 15 d'octubre.

### Tall del director
El tall del director de la pel·lícula presenta un final alternatiu, que canvia fonamentalment el pathos de la pel·lícula. Inclou 10 minuts més de metratge i la seva puntuació ha canviat de 15 a R.
Principalment, el cadàver de Tae-joo desapareix després de confessar a Eun-hee a la cabina. Byeong-soo és posteriorment arrestat i empresonat. De tornada a la presó, l'investigador decideix deixar-lo anar, ja que fa temps que els casos d'assassinat han caducat i tenint en compte el fet que Byeong-soo té Alzheimer. A l'escena final, Byeong-soo surt de l'antic túnel del ferrocarril des del primer pla de la pel·lícula. De sobte, els seus símptomes tornen a activar-se, la seva cara s'enfonsa i comença a portar les sabates en l'ordre equivocat. També comença a recordar els seus records en una seqüència aparentment estranya, com ara ell ser el culpable de tots els assassinats recents, Tae-joo en realitat va ser qui va colpejar el seu cotxe i s'ha ofegat sota l'embassament proper, mentre la veu de l'investigador es pot escoltar: "Els records dels que l'estan perdent tendeixen a protegir-se primer". Al final de la seqüència, Byeong-soo mira a la càmera i somriu, pensant per a si mateix: "No et fiis de la teva memòria".

## Recepció
La pel·lícula va assolir més d'un milió d'entrades en només 5 dies de la seva estrena (del 6 al 10 de setembre) superant la taquilla coreana i va recaptar 8,6 milions de dòlars EUA. A partir del 17 de setembre, la pel·lícula va marcar 2,06 milions d'entrades que van recaptar 14,7 milions de dòlars a tot el país, la primera pel·lícula de thriller de Corea del Sud que va arribar als 2 milions de vendes d'entrades el 2017.

## Premis i nominacions
| Any  | Premi                                                    | Categoria          | Receptor      | Resultat  |
| ---- | -------------------------------------------------------- | ------------------ | ------------- | --------- |
| 2017 | 1r The Seoul Awards                                      | Millor actor       | Sol Kyung-gu  | Nominat   |
| 2017 | 1r The Seoul Awards                                      | Millor nova actriu | Kim Seol-hyun | Nominat   |
| 2017 | 17ns Director's Cut Awards                               | Millor actor       | Sol Kyung-gu  | Guanyador |
| 2018 | 9ns Korea Film Reporters Association Film Awards (KOFRA) | Millor actor       | Sol Kyung-gu  | Guanyador |